# Мяетагузе (волость)
Мяетагузе (ест. Mäetaguse vald) — волость в Естонії, у складі повіту Іда-Вірумаа. Волосна адміністрація розташована в селищі Мяетагузе.

## Розташування
Площа волості — 285 км², чисельність населення становить 1754 особи.
Адміністративний центр волості — сільське селище (ест. alevik) Мяетагузе. Крім того, на території волості знаходяться ще 20 сіл: Апандіку (Apandiku), Арукюла (Aruküla), Арвіла (Arvila), Атсалама (Atsalama), Ереда (Ereda), Йиеиагусе (Jõetaguse), Каліна (Kalina), Кіікла (Kiikla), Ліівакюнка (Liivakünka), Метскюла (Metsküla), Мяетагусе (Mäetaguse), Пагарі (Pagari), Райакюла (Rajaküla), Ратва (Ratva), Таракусе (Tarakuse), Ухе (Uhe), Вихма (Võhma), Виіде (Võide), Вирну (Võrnu), Вяіке-Пунгейа (Väike-Pungerja).